# Morumbi (Paulínia)
Morumbi é um bairro localizado na região central do município de Paulínia, no estado de São Paulo, Brasil. O bairro conta com um CT do Paulínia FC que também é usado para realizar partidas amadoras.